# 모토야와타역
모토야와타역(일본어: 本八幡駅, もとやわたえき)은 일본 지바현 이치카와시에 있는 철도역이다.
이치카와시의 중심가에 있으며, 도영 신주쿠 역의 마지막 역(출발역)이다. 또한, 도쿄 도 교통국에서 운영하는 지하철 역 중 유일하게 도쿄도 외곽에 역이기도 하다.
지하철 역 번호는 S 21이다.

## 타는 곳

### 주오·소부 완행선
- 승강장 형태: 섬식 승강장 1개 2선

| 1 | ■ 소부 선(각역정차) | 긴시초·아키하바라·신주쿠·미타카 방면 |
| 2 | ■ 소부 선(각역정차) | 니시후나바시·쓰다누마·지바 방면      |

### 도영 지하철 신주쿠 선
- 승강장 형태: 섬식 승강장 1개 2선
- 역 번호: S 21

| 1·2 | ○ 도영 지하철 신주쿠 선 | 바쿠로요코야마·신주쿠 방면 게이오 선 조후·하시모토 방면 (일부 다카오산구치・다마 동물공원 방면) |

## 역세권 정보
- 게이세이 야와타 역(게이세이 전철 본선)
- 마마강
- 야와타노 야부시라즈
- 이치카와 시청
- 국도 14호선

## 역사
- 1935년 9월 1일: 소부 본선의 역이 영업 개시.
- 1989년 3월 19일: 도영 지하철 신주쿠 선의 역이 영업 개시, 환승역이 되다.

## 인접 역
| 동일본 여객철도 ■ 소부 선 | 동일본 여객철도 ■ 소부 선          | 동일본 여객철도 ■ 소부 선 |
| ------------------------- | ---------------------------------- | ------------------------- |
| 시모사나카야마 지바 방면  | 주오 · 소부 선 각역정차            | 이치카와 미타카 방면      |
| 도쿄 도 교통국 신주쿠 선  |                                    |                           |
| S 17 후나보리 신주쿠 방면 | 신주쿠 선 급행                     | 시·종착역                 |
| S 20 시노자키 신주쿠 방면 | 신주쿠 선 통근 쾌속 쾌속 각역 정차 | 시·종착역                 |